# آنورادا کویرالا
آنورادا کویرالا (نپالی: अनुराधा कोइराला؛ زادهٔ ۱۴ آوریل ۱۹۴۹) کنشگر و بنیانگذار و مدیر سازمان غیرانتفاعی (Maiti Nepal) اهل نپال است که برای کمک به قربانیان قاچاق جنسی فعالیت می‌کند.

## فعالیت‌ها

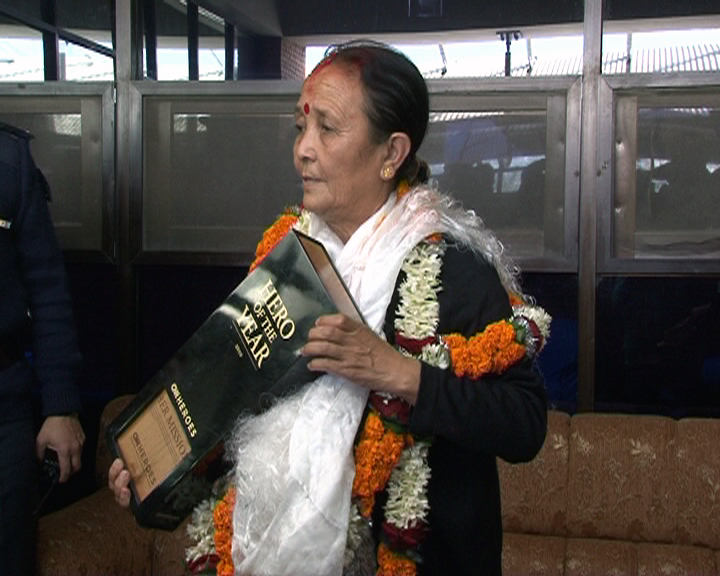
آنورادا کویرالا با جایزه قهرمان سی‌ان‌ان

آنورادا کویرالا در ۱۷ ژانویه ۲۰۱۸ به عنوان اولین فرماندار زن استان شماره ۳ توسط دولت نپال منصوب شد. در حال حاضر، سازمان غیرانتفاعی وی یک خانه توان‌بخشی در کاتماندو و همچنین خانه‌های ترانزیت در شهرهای مرزی هند غربی، خانه‌های پیش‌گیری در ییلاقات، و یک آکادمی در کاتماندو را اداره می‌کند. او و سازمان او بین سال‌های ۱۹۹۳ تا ۲۰۱۱ به امداد و نجات بیش از ۱۲٬۰۰۰ زن و دختر کمک کرده‌اند. کویرالا، از کلیسای صلح در شربورن، ماساچوست در ۲۵ اوت ۲۰۰۶، برنده جایزه وجدان شد. او در ۲۰۱۰ جایزه «قهرمان سال سی‌ان‌ان» را کسب کرد.
دولت ایالات متحده آمریکا یک کمک‌هزینه دو ساله به مبلغ ۵۰۰٬۰۰۰ دلار (ایالات دلار) را در آوریل ۲۰۱۰ به این سازمان نپالی پرداخت کرد. در نوامبر ۲۰۱۷ کویرالا به حزب کنگره نپالی پیوست.